# Arbănași, Buzău
Arbănași este un sat în comuna Beceni din județul Buzău, Muntenia, România.
În documente mai vechi este denumit și Arbănașu, Arpănași ori Albanași.
Istoria sa începe din anul 1861, cand s-a început extragerea de păcură.
În arhivele naționale am găsit :
1861 - Dimitriu se tocmește cu Costache Sărățeanu să deschidă puțuri de păcură pe moșia sa, Murătoarea, jud. Buzău, pe timp de 12 ani; să aibă voie a lua uscături din pădure pentru încălzitul lucrătorilor ȘI să facă un căsoi lângă puțuri. Va da dijmă 2 vedre de păcură din Il; după împlinirea termenului, 95. puțurile vor rămâne în seama proprietarului moșiei. Inginer locot. Chrisoscoleu delimitează partea de moșie din Beciu, cuvenită sătenilor după legea rurală, reținând pentru proprietar un pogon de loc în Arbănaș, unde proprietarul Scarlat Voinescu exploatează păcura. 
1865 - Inginer locot. Chrisoscoleu delimitează partea de moșie din Beciu, cuvenită sătenilor după legea rurală, reținând pentru proprietar un pogon de loc în Arbănaș, unde proprietarul Scarlat Voinescu exploatează păcura. 
1865 - Scarlat Voinescu arendează lui Heinrich Schipmann moșia sa, Beciu, de 2000 pogoane, pentru a exploata păcură sau țiței, urmând a-i da 15% din producție; impozitele și alte dări se vor da proporțional cu cantitatea primită. Producția se poate da și în bani, după prețul din județ, în raport cu tăria gradelor materialului exploatat.
1907 - Planul terenurilor din Policiori, Beciu, Arbănașu ȘI Mărgărit, ale concesionarilor Butculescu, Angelescu, Deșliu, Pâcleanu și Catargiu.
1912 - Producția sondelor de la schela 132. Arbănași (Arthur), a lui C.Angelescu, în 1912 perioada 1 iul.-30 sept.
1914 - Producția sondelor de pe terenul "Tărani" - schela Arbănași, concesionat lui 1914 139. C.Angelescu, în perioada 13 nov.-12 febr. 
Actualmente aici se află Tabăra Arbănași, și Schela Arbănași, un parc arheologic industrial, cu instalații de foraj și conducte petroliere, unele dintre ele mai vechi de un secol. Exploatarea petrolieră de aici a luat ființă în 1903. O parte dintre utilaje este în conservare, dar o altă parte este încă funcțională, extrăgând sau transportând țițeiul pentru OMV Petrom. Adevărata poveste a schelei nu este publică. aceasta fiind declarata Monument Istoric.